# Ilek (Urál)
Az Ilek (oroszul: Илек, kazak nyelven Елек, Jelek vagy Елік, Jelik) folyó Kazahsztán Aktöbei területén és Oroszország Orenburgi területén, az Urál legnagyobb bal oldali mellékfolyója.

## Földrajz
Hossza: 623 km, vízgyűjtő területe: 41 300 km², évi közepes vízhozama (a torkolattól 112 km-re): kb. 40 m³/sec.
Kazak területen, a Mugodzsar-hegység (az Urál-hegység déli nyúlványa) nyugati lejtőin ered. Széles völgyben északnyugati irányba folyik és Ilek falunál délről ömlik az Urálba. Árterében sok a holtág, a kisebb tó. Nyáron rendkívül sekély vizű. November második felétől április második feléig befagy. 
Alsó szakaszán a folyó képezi a határt Kazahsztán és Oroszország között. Középső és felső folyásának völgyében vezet az Orenburg és Taskent közötti vasútvonal. 
Legnagyobb, bal oldali mellékfolyója a Hobda (225 km, vízgyűjtő területe 14 700 km²). 
Városok a folyó mentén: 
- Kazahsztánban – Alga és a területi székhely, Aktöbe
- Oroszországban – Szol-Ileck.